# Православный фундаментализм
Правосла́вный фундаментали́зм — фундаменталистские праворадикальные течения в православных и околоправославных кругах. Общими основами современного православного фундаментализма являются радикальный антиэкуменизм (особенно антисектантство и антикатолицизм); антилиберализм, антииндивидуализм, отрицание «западных ценностей»; государственничество (державность), поддержка национально-патриотических движений. Идеологическими ориентирами декларируются теоцентризм, благочестие, Святое Предание и традиция, следование Священному Писанию и отцам Церкви, добродетель и целомудрие, концепции христианского государства, народ и родина.
Православие, как правило, консервативно, тогда как фундаментализм представляет собой внешнее свойство, являющееся одним из ответов на вызов модернизации. Православный фундаментализм, как и большинство других форм фундаментализма, имеет религиозный характер, но его основа лежит в социально-психологической и социально-культурных сферах. Противостояние «православия отрицания» (фундаментализма) и «православия утверждения» (других современных форм православия) представляет собой антагонизм двух форм морали, двух этосов, апеллирующих соответственно к архаическому и современному обществу. Православный фундаментализм не тождествен православной церкви, позиционирующей себя в качестве вневременного вселенского института, для которого не представляют угрозы вызовы времени. Однако влияние фундаменталистов может быть достаточно большим, чтобы противопоставить церковь обществу.
В рамках фундаментализма традиция важнее, чем религиозное богоискательство. В православном фундаментализме характерное для фундаментализма в целом стремление к возврату архаического этоса получает форму защиты религиозной традиции. Вероучение приобретает черты мифа, догматика переходит в систему табу, богослужение имеет характер культа. Церковь обладает подходящими для данного направления иерархией, некоторой социальной закрытостью и синкретичным традиционалистским мировоззрением. В стремлении к возврату к традиционному состоянию архаичное мировоззрение создаёт фундаменталистские установки на социум архаического этоса и сакрального статуса институтов семьи и церкви.

## В России

### Характеристика
Историк и социолог Н. А. Митрохин делит современное русское православное духовенство на модернистов, консерваторов и фундаменталистов. Идеалом для консерваторов является XIX век, тогда как для фундаменталистов — XV—XVI века. Согласно Митрохину, «фундаменталисты отличаются от консерваторов тем, что они революционеры. Консерваторы хотят сохранить всё как есть, фундаменталисты, апеллируя к прошлому, пытаются установить что-то новое». Историк В. А. Шнирельман отмечал, что в постсоветский период в РПЦ сложились три группы: небольшая, но влиятельная группа либералов (в среде высших иерархов РПЦ ассоциировались с митрополитом Ювеналием (Поярковым)), доминирующая группа традиционалистов-консерваторов и крупная и заметная группа фундаменталистов и радикалов.
По мнению Ксении Лученко (2012), православные фундаменталисты являются самой активной православной субкультурой, которая была особенно заметна в 1990-е годы, но и позднее собирали стабильную, в первую очередь провинциальную, аудиторию. Православных фундаменталистов она делит на радикальных и умеренных. Радикальное крыло, исключая «боевые листки» некоторых монастырей, исторически базируется в Санкт-Петербурге, что отчасти является наследием умершего в 1995 году митрополита Санкт-Петербургского и Ладожского Иоанна (Снычёва).

Символика «Союза православных хоругвеносцев» с лозунгом «Православие или смерть!»

Православный фундаментализм обладает рядом особенностей, общих с православным консерватизмом. Одним из главных пунктов программы фундаменталистов выступает патриотическая повестка. Русский православный фундаментализм включает ярко выраженное политическое мессианство, восходящее к концепции «Москва — третий Рим». Проповедуется идея об исключительности России, рассматриваемой как средоточие духовной истины, добродетели и благочестия, а русские — как народ-богоносец, носитель истинной православной веры. По мнению русских православных фундаменталистов, нравственная исключительность ведёт к тому, что народ-богоносец подвергается гонениям. Утверждается, что на русской земле идёт битва между силами света и тьмы, русский народ претерпевает страдания ради добра, истины и справедливости. Патриотизму даётся метафизическое обоснование, любовь к родине и единство народа считаются святыми чувствами. Русский православный фундаментализм носит ярко выраженный государственнический характер. Залогом сохранения благочестия фундаменталисты считают единство государства, церкви и народа («народность»), поэтому они выступают за активное влияние церкви на политику, которое должно достигаться соединением её с государством. Своими врагами фундаменталисты считают как внешние, так и внутренние социальные силы и процессы.
В отличие от консерватизма православный фундаментализм обладает чертами «теономической метафизики», синкретического мистического переживания тотальности бытия и безграничной власти Провидения. Фундаменталисты сознательно и неосознанно защищают ценности, которые в обществе были девальвированы. В результате фундаменталисты теряют общественную поддержку, отказываются от социального диалога, конструктивного восприятия вызовов модернизации и маргинализируются. Фундаментализм в целом выступает за возвращение личности под власть социальных институтов, откуда стремление православного фундаментализма к патерналистической монархии, выстроенной по образу семьи. В патернализме видится политическая легитимность. Так, святитель Серафим (Соболев) обращается к текстам митрополита Филарета Московского: «В семействе должно искать начатков и первого образца власти и подчинения, раскрывшихся потом в большом семействе — государстве. Именно отец есть… первый властитель». Такие политические категории, как власть, авторитет, сила, обосновываются сакральностью института семьи, поэтому сакральными считаются и государство и самодержавная власть.
Такие черты русского православного фундаментализма как склонность к теономической метафизике, идеологическое мессианство и общий для фундаментализма антимодернистская и антиглобалистская направленность, включены в социально-политическую сферу. Религиозные идеи и мотивы очищения и возвращения в целом имеют характер не цели, а средства достижения нерелигиозных целей, включая политические. Фундаменталистский подход к православию делает политический фактор функцией религиозного, наподобие тому, как в исламе религия не отделена от политики.
Д. А. Головушкин рассматривает религиозный фундаментализм в православии как амбивалентный феномен, который не исключает религиозный модернизм и ряд других противоположных религиозных идеологий и мировоззрений. Ориентирами для православного фундаментализма выступают не только архаизация и консервация, но и ряд новых социокультурных ориентиров и общественно-политических моделей. Православный фундаментализм зависит не только от специфики православия, но и от конкретного социокультурного контекста, характера ценностей и целей определённой эпохи.
Судьба России в XX веке часто воспринимается как звено в вековой изнурительной борьбе христиан с антихристианами — евреями-иудеями, испытывающими ненависть к христианству. Православные фундаменталисты объясняют революцию 1917 года, отождествляя большевиков с евреями, по их мнению, пытавшимися не только уничтожить христианство, но и провести геноцид русского народа. Важное место в этом мифе занимают представления об убийстве царя и его семьи, трактуемое не в качестве политического преступления, а как «ритуальное убийство», которое задумали и осуществили иудеи, чтобы убрать «удерживающего» и открыть дорогу для антихриста. Это связано со словами апостола Павла об «удерживающем» (катехоне) как о силе, которая мешающей антихристу прийти в наш мир (2Фес. 2:7). К концу XIX века ряд русских священников стали считать «удерживающим» православное государство и установившийся в нём «правовой порядок». Так в русском православии сформировалась идея, что лишь русский царь способен сдерживать силы, которые влекут наступление Апокалипсиса, царь и есть «удерживающий».
По инициативе православных фундаменталистов в России растёт движение за почитание царской семьи. Центром этого почитания стал Екатеринбург.
Николай Митрохин относит к фундаменталистской части РПЦ «культ царской семьи», или так называемое царебожие и считает, что в отношении царебожников можно говорить о культизме.
Ксения Лученко писала, что комплекс воззрений православных фундаменталистских изданий является примерно одинаковым — «алармизм, пафосный патриотизм, воинственное неприятие других религий и конфессий, а также — любых перемен и реформ в Церкви, обвинение священноначалия в „экуменизме“ и „модернизме“, антизападничество, сталинизм, перемежающийся причудливым антикоммунизмом». Иногда к этому списку добавляют требования канонизации Ивана Грозного и Григория Распутина. Эти издания протесовали против введения ИНН и паспортов нового образца, позднее выступали против разных электронных карт и других средств идентификации граждан, против ювенальной юстиции. Они имеют стабильную аудиторию; и авторы, включая священнослужителей, переходят из одного издания в другое.

### История
Истоки русского православного фундаментализма могут прослеживаться начиная с периода раскола Русской церкви. Зарождение явления как такового происходило в конце XIX — начале XX века. К фундаментализму могут относиться такие различные явления, как старообрядчество, обновленчество, черносотенство, «парижская школа», ряд постсоветских православных «братств» и религиозно-общественных организаций.

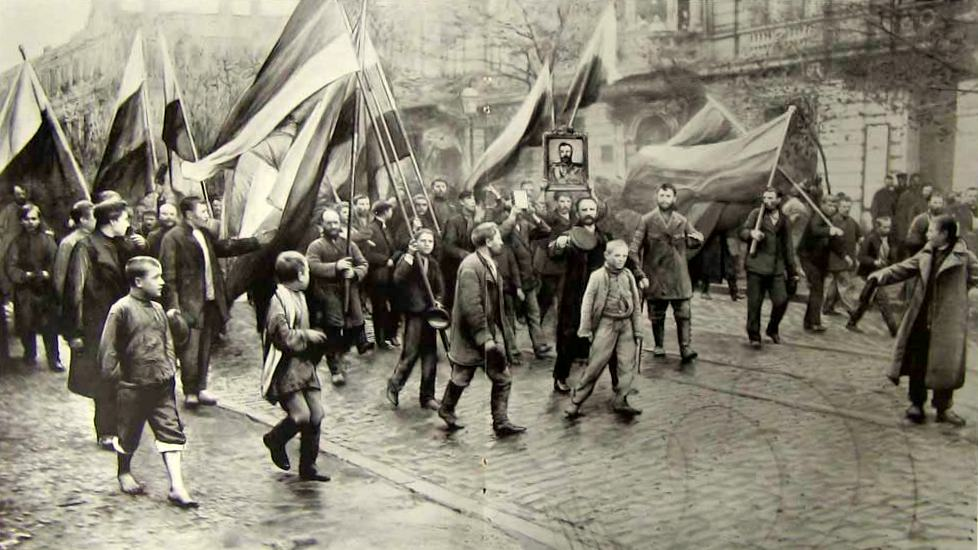
Демонстрация черносотенцев в Одессе вскоре после объявления Манифеста 17 октября, 1905

Политолог К. Н. Костюк считает, что зарождение православного фундаментализма в России происходило в начале XX века. На общественном уровне его проявлением стали еврейские погромы (1881, 1903), на политическом — созданием черносотенного «Союза русского народа». Среди теоретиков того времени он называет таких как архимандрит Макарий (Гневушев), архиепископ Андроник (Никольский), протоиерей Иоанн Восторгов, Владимир Грингмут, Александр Дубровин, Николай Марков, Владимир Пуришкевич. А. В. Волобуев сравнивает дело Бейлиса (1913), инициированное православными фундаменталистами (черносотенцами) с американскими «обезьяньими процессами», также связанными с христианским фундаментализмом.
На первом этапе своего развития православный фундаментализм оказался не способен на длительное время аккумулировать социальный протест, поэтому к Февральской революции эти организации перестали занимать какие-либо значимые общественно-политические позиции. Костюк отмечает, что по сравнению с религиозными в это же время в России «более агрессивными были проявления секулярного политического фундаментализма со стороны эсеров и большевиков, практиковавших террористические формы борьбы».
В последние годы существования СССР происходил процесс формирования идеологии нового православного монархизма. Его сторонники внимательно ознакомились с наследием политической мысли православного фундаментализма дореволюционного и эмигрантского периодов, интерпретировали на основе этих позиций события Перестройки и заложили основы современной монархической политической историософии и эсхатологии.
Волобуев считает, что фундаменталистские тенденции ясно прослеживаются в современной русской православной среде, несмотря на секуляризацию общества, проведённую в советскую эпоху.
Костюк указывает, что вторая волна роста фундаменталистских настроений пришлась на 1980—1990-е годы. В политическом поле оно ознаменовалось появлением национально-патриотических объединений с православной риторикой, первым из которых стало общество «Память». Если на ранних этапах значительную роль для таких объединений играли «антисемитизм, сохранявшийся в недрах советской культуры» и монархические настроения, то позднее «основную роль стал играть самостоятельный религиозный фактор».
Волобуев выделяет несколько политических направлений возрождавшегося православного фундаментализма. Национально-традиционалистское христианское движение, возглавлявшееся Виктором Аксючицем, ориентировалось на христианскую демократию, а также монархическое движение, объединявшееся общим лозунгом воссоздания православной монархии.
В России действовал ряд религиозно-общественных организаций фундаменталистского характера, таких как «Братство», «Православие или смерть», Общество ревнителей митрополита Иоанна, «Чёрная сотня», «Славянский мир», «Союз православных граждан», «Общественный комитет за нравственное возрождение отечества», Христианско-патриотическое движение «Александр Невский».
Негативную реакцию фундаменталистов вызвало выступление патриарха Алексия II 13 ноября 1991 года в центральной синагоге Нью-Йорка. Патриарх начал свою речь словами: «Дорогие братья, шолом вам во имя Бога любви и мира! Бога отцов наших… Он Сущий ‒ Бог и Отец всех, а мы все братья, ибо мы все дети Ветхого завета его на Синае, который в Новом завете, как мы, христиане, верим, обновлен Христом. Эти два завета являются двумя ступенями одной в той же богочеловеческой религии, двумя моментами одного и того же богочеловеческого процесса». Руководителями ряда православных братств и связанными с ними журналистами «проступок» первосвятителя был назван шагом к расколу РПЦ; они перестали упоминать имя патриарха при богослужении. Алексий II ответил на кампанию против него осуждением распространения слухов о приближающемся конце света.
По мнению Владимира Прибыловского, Вячеслава Лихачёва, Русское национальное единство (РНЕ) совмещает православный фундаментализм и симпатии к русскому неоязычеству.
По мнению Костюка, фундаменталистские круги объединялись вокруг различных православных изданий от «выражающих крайне радикальную и критическую позицию» газет «Русь державная» и «Русь православная» до «ориентирующихся в том числе на конструктивную общественную деятельность (организация школ, детских садов и т. д.)» газеты «Радонеж» и журнала/телепередачи «Русский дом». Он считает, что «мир православного фундаментализма богат как интеллектуально, так и коммуникационно: внутри него постоянно идёт процесс общения, организуются конференции, мероприятия, акции, подобные походам хоругвеносцев и пр.» Крайне радикальные СМИ имели идеологический успех, что выражалось в их внушительной публикационной активности и доминированию среди православных ресурсов Интернета.
Согласно А. М. Верховскому, «самая регулярная национал-радикальная газета, „Русский вестник“,… ориентируется на русский православный фундаментализм».
Встреча православных священнослужителей с раввинами, состоявшаяся в марте 1993 года в Афинах, на которой обсуждался вопрос антииудейских материалов в литургических текстах православной церкви, вызвала у православных фундаменталистов резкую негативную реакцию, они увидели в этом святотатство и признак апостасии.
Костюк полагает, что фундаменталисты достигали успеха, когда принимали участие в деятельности «более широкого участия церковных или „патриотических“ сил», к которым он относит защиту в 1993 году Дома Советов, требования в 1997 году запретить показ фильма Мартина Скорцезе «Последнее искушение Христа», поддержка принятия в том же году нового федерального закона «О свободе совести и о религиозных объединениях», а также «воинственные заявления во время кризиса в Косово, внутрицерковные скандалы и „обличительные“ кампании». В 2000 году Костюк писал, что такие высшие иерархи Русской православной церкви, как патриарх Алексий II, митрополит Санкт-Петербургский и Ладожский Владимир, митрополит Смоленский и Калининградский Кирилл и митрополит Минский и Слуцкий Филарет «подвергаются настоящему агрессивному преследованию, если в иные моменты не травле» со стороны фундаменталистов.
В 1998 году был создан сайт «Русская линия», редакция которого проводила ультрафундаменталистскую политику и находилась в сильной оппозиции по отношению к значительной части епископата Русской православной церкви. В 2010 году произошёл раскол, и часть сотрудников во главе с Сергеем Григорьевым пошли на сближение с патриархией в лице Синфо. Они заняли основной домен сайта rusk.ru, имеют лояльную, хотя и крайне правую позицию. Другая часть во главе с Анатолием Степановым создала «Русскую народную линию» и перешла на новый домен ruskline.ru. Эта редакция продолжает линию независимой оппозиции с набором соответствующих идеологем. Посещаемость у более радикальной «Русской народной линии» превосходит сравнительно умеренную «Русскую линию». Эти сайты активно используют в церковной среде для внутренних конфликтов с «модернистами» и «либералами». Редакции обоих сайтов расположены в Санкт-Петербурге. Газета «Православный Санкт-Петербург», несмотря на название, не имеющая отношения к официальным епархиальным СМИ, выходит с 1993 года с несколькими приложениями; её главный редактор и издатель — Александр Раков. В Москве в той же нише расположены газета «Русский вестник» Алексея Сенина и журнал «Благодатный огонь» Сергея Носенко. «Благодатный огонь» стал одним из немногих изданий, у которого был отозван гриф Синфо за систематический негатив в адрес духовенства и епископата.
В 2005 году Александр Верховский высказал мнение, что в целом сторонники радикального фундаментализма в православии составляют меньшинство верующих. Летом 2005 года патриарх Алексий II впервые благословил проводимый православными фундаменталистами крестный ход в связи с годовщиной расстрела царской семьи, что рассматривается некоторыми авторами в качестве сдвига РПЦ МП в направлении радикального консерватизма в стремлении к десекуляризации общества.
Популярными являются протесты против «сатанизма», под которым православными фундаменталистами понимаются выступления ряда западных звёзд шоу-бизнеса, а также некоторые кинофильмы. Эта деятельность понимается в качестве противостояния натиску «цивилизации антихриста» и «тайне беззакония». В ходе этих акций в 2006 году «Союзом православных хоругвеносцев» было объявлено о создании «Православной священной инквизиции» для борьбы против «тайны беззакония», идущей с Запада, и с «Хазарским каганатом», который по мнению активистов, руководит Россией.
Ряд карликовых движений радикальных православных фундаменталистов устраивает акции сожжения книг, выступления против некоторых звезд шоу-бизнеса и ряда кинофильмов, участвует в радикальных митингах и демонстрациях, в особенности, в «Русском марше». Эти действия рассматриваются самим активистами в качестве решительной борьбы с «тайной беззакония». В данных кругах распространены расистские и антисемитские взгляды.
К числу общественных мероприятий православных фундаменталистов принадлежат также многочисленные акции «православных хоругвеносцев», например, массовое сожжение книги Джоан Роулинг «Гарри Поттер и Дары Смерти» 10 октября 2007 года, книг В. Сорокина и Эдварда Радзинского 21 ноября 2008 года.
В начале XXI века Русская православная церковь приняла ряд основополагающих документов, которые доктринально направляют её политику, такие как «Основные принципы отношения Русской православной церкви к инославию» (2008), документ, отразивший влияние фундаменталистов, однако в целом являющийся умеренно экуменическим, и «Основы социальной концепции Русской православной церкви» (2008), где с некоторой осторожностью, церковь позиционирует себя в качестве открытой современному обществу.
В 2011 году религиовед Юрий Черноморец (доктор философских наук) высказал мнение, что патриарх Кирилл «во многом из-за стремления сохранить Украину в Московском патриархате перешёл на позиции крайнего фундаментализма».
Религиовед Р. Н. Лункин относит к православному фундаментализму общественное движение «Сорок сороков» (создано в 2013 году). По его мнению, к социальному служению, политике, гражданским акциям движение подходит с позиций христианского фундаментализма, направления, ориентированного на защиту библейских ценностей и евангелизацию — миссию. Лункин отмечает, что подобный подход демонстрирует ряд католических движений в Польше, Италии, Франции и США. Как другие фундаменталисты, «Сорок сороков» активно действует именно в социальной сфере.
Марлен Ларюэль высказывала мнение, что действия вокруг фильма «Матильда» (2016—2017) подтвердили существование «боевого православия», которое готово «перейти черту» и стремится участвовать в насильственных действиях. Данные фундаменталистские радикалы являются объектом наблюдения служб безопасности. Наиболее экстремистски настроенные лица арестованы и их группы закрыты. Однако движение «Сорок сороков», прибегая к помощи своих покровителей, сумело полностью интегрироваться в «экосистему режима». Его лидер Андрей Кормухин принимал участие в ряде дискуссий о христианских ценностях в Государственной думе в 2017 году. Кормухин выступает в роли посредника между маргинальными радикальными фундаменталистами и истеблишментом патриарха, при этом не опасаясь властей.
В 2019 году Ларюэль писала, что наблюдался неожиданный для российских властей рост православного фундаментализма, составлявшего на тот период главный канал преобразования военизированных групп в группы самообороны. Православные фундаменталисты получили место в общественном пространстве. Они занимаются пропагандой морального консерватизма и начинают насильственное насаждение своих ценностей. Пользующееся поддержкой церкви движение «Сорок сороков» привлекает в свои структуры молодёжь, которая потенциально заинтересована группами скинхедов или футбольными хулиганами, а также подталкивает своих православных сторонников к более активным действиям.
В 2019 году А. В. Волобуев писал, что на современном этапе фундаменталистские тенденции не имеют первостепенной роли в российском православии, влияние фундаменталистов на Русскую православную церковь имеет ограниченный характер. Существенного политического или идеологического влияния на российское общество или русскоязычных за пределами России православной фундаментализм не оказал. Однако он имеет значительное влияние на церковь. Так, под воздействием фундаменталистов в рамках церкви происходит смещение от экуменизма, который выражается, в частности, в дискуссиях о выходе из Всемирного совета церквей. Это влияние происходит в основном по неформальным каналам.
Николай Митрохин (2020) относит к фундаменталистской части РПЦ и культизму ряд представителей Екатеринбургской епархии, включая бывшего схиигумена Сергия (Романова) (получившего скандальную известность и отлучённого от Церкви). По словам Митрохина, важной чертой епархии является царебожие. Он считает, что в воззрениях Сергия по церковным меркам «ничего слишком специфического нет», уточнив при этом, что: «Это тип катакомбного православия, которого до сих пор особо активно придерживаются на Донбассе, в чернозёмных регионах России: „Миром правят евреи, которыми управляет Антихрист, Московская патриархия им продалась“». Митрохин высказывает мнение, что опасность Сергия для Московской патриархии не в нём самом, а в качестве примера для других: «Подобного рода старцев — или, как их называют, „старчиков“ — довольно много. У них возникают мысли: „Проживём без епархии, будет монастырёк, община“, — для них это привлекательно. Для РПЦ это совсем непривлекательно — она теряет инфраструктуру, а главное — структуру управления через епархии, на которой держится вся церковная конструкция. Пока „старчики“ видят, что к ним могут применить меры, они опасаются. Пример Сергия опасен тем, что можно устроить бунт, набрать столько сил, что привычные для РПЦ методы разрешения такого конфликта не работают».

## Критика
В 2007 году газета «Церковный вестник» так описывала фундаменталистское течение в русском православии: «Чего же добиваются авторы „ревнительских“ публикаций и выступлений? <…> Во-первых, сторонники изоляционизма обязательно стараются очернить всех наиболее заметных, активных и плодотворных деятелей Русской Православной Церкви. Диакона Андрея Кураева и игумена Сергия (Рыбко) обвиняют в заигрывании с неформальной молодежью в ущерб благочестию, священников-миссионеров Даниила Сысоева и Дионисия Поздняева — в том, что они „оставили погибать русский народ ради проповеди черной неруси“, „отняли пищу у детей и бросили псам“. Настоятели крупных монастырей, успешно ведущие хозяйство, слышат от ревнителей обвинения в „стяжательстве“, „мздоимстве“, „поклонении мамоне“. До широких кругов верующих стремятся донести следующий посыл: в Русской Церкви всё плохо и неправильно, безблагодатно, неспасительно, и виновато в этом, конечно, священноначалие, благословляющее экуменизм и прочие вольности. Во-вторых, обязательной мишенью для нападок современных „опричников“ является государство: власти заставляют несчастных верующих принимать электронные документы, грозящие душе вечной погибелью, устраивают саммиты вражеской „Большой восьмёрки“, не заботятся о пенсионерах и сиротах. И вообще эта власть нелегитимна, потому что православный человек не имеет права признавать иную форму государственного устройства, кроме монархии. „На выборах голосовать — Царя предавать“, — гласит заголовок одного из „опричных листков“. В-третьих, немало усилий предпринимают „ревнители“, чтобы оттолкнуть от Церкви невоцерковленную пока часть общества, выставить православных как странное меньшинство, живущее изолированно по своим законам, а правила церковной жизни — как нечто невыполнимое, несовместимое с жизнью современного человека и абсурдное. Именно отсюда берут начало слухи, будто бы Великим постом „нельзя есть красное — морковь, помидоры и свеклу“, или „40 дней есть нельзя вообще“, „грешно женщине носить бюстгальтер, каяться в этом надо“, „парикмахеры не спасутся“.».
Архиепископ Львовский и Галицкий Августин (Маркевич) выражал беспокойство, что неофиты обожествляли Россию и развивали идеи мессианства, теорию о «царе-искупителе», вводили чины всенародного покаяния, искали знамений близости конца света и верили в теорию масонского заговора. Борьбу с этими явлениями он призывал проводить путём «религиозного просвещения».

## Критика понятия
И. В. Симонов считает, что в ряде религиозных направлений фундаментализм как таковой невозможен по причине особенностей их учения, в частности, в православии и католицизме. По мнению исследователя, фундаментализм требовал бы возврата к первоначальному, «чистому» христианству с исключением созданных позднее католической и православной доктрин о Церкви, и, соответственно, выхода за пределы католицизма или православия. Однако в рамках протестантизма возвращение к «основам» («только Писанию») является органичной идеей. В этой связи Симонов отмечает, что сам термин «фундаментализм» возник в связи с американским протестантизмом начала XX века.
Симонов считает неверным отнесение к числу православных фундаменталистов, к примеру, носителей черносотенных взглядов начала XX века и членов современных правых православных организаций «Память» и «Народный собор», а также неоднократно названного в прессе православным фундаменталистом бывшего епископ Диомида (Дзюбана), послания и обращения которого апеллируют к истории Православной церкви в России и трудам отдельных церковных деятелей XIX века. Диомида и священников, принимающих участие в интернет-проекте «Русская народная линия», исследователь относит к числу ортодоксов или радикальных консерваторов.
В то же время православный фундаментализм не требует возврата именно к раннему христианству. Идея возврата к «чистой» вере присутствует в православном фундаментализме в России, но эта «чистота» относится к эпохе XV—XVI веков.
В православном фундаментализме преобладает социально-политическая проблематика, тогда как богословские вопросы слабо разработаны или игнорируются, что, по мнению Д. А. Головушкина, стало причиной возникновения православного псевдофундаментализма, использующего религию как инструмент общественно-политической деятельности. Согласно Головушкину, православный псевдофундаментализм — специфическая форма общественно-политической активности, основанная на псевдорелигиозном дискурсе идеациональности, эсхатологизма и пуританизма (симулякр фундаментализма). Несмотря на то что столпы этого движения нередко декларируют теоцентризм, благочестие и верность Священному преданию, идея возвращения к основам религии, богословской основе вероучения или религиозно-цивилизационным основам единства имеет для него всего лишь инструментальное значение".